# Fontaine chaude
Depuis l'Antiquité la Fontaine chaude, ou source de La Nèhe, se situe au centre-ville de Dax en France. Elle représente le patrimoine gallo-romain de cette ville et également un véritable symbole du thermalisme. En effet, la fontaine ayant un débit quotidien de 2 400 000 litres, elle est réputée pour les vertus de son eau, à une température de 64 °C. La fontaine est inscrite aux Monuments historiques tandis que le portique et les vestiges médiévaux sont classés le 9 septembre 1988.

## Historique
Construite de 1814 à 1818, sous le règne de Louis XVIII, cette fontaine a hérité du nom d'une déesse, celle des eaux vives, appelée Nèhe. Elle fut édifiée sur d'anciens thermes romains où se retrouvaient également les bouchers et les ménagères qui, grâce à sa température exceptionnelle, pouvaient utiliser la fontaine pour la cuisine.

### Son architecture
Situé au cœur de la première ville thermale de France, cette fontaine a été au cours des siècles remodelée à de nombreuses reprises. Son style toscan à base de pierre naturelle rappelle le style gallo-romain de l'époque.
On peut également admirer sur les différents robinets entourant la fontaine des petits lions rugissants.
Cependant, la très ancienne fontaine a connu de graves problèmes : affaissement, dégradation, délabrement.
Ce n’est qu’au terme d’une très importante campagne de travaux qui dura trois années que le monument retrouva toute sa superbe. La Fontaine chaude rénovée fut officiellement inaugurée en décembre 2003.

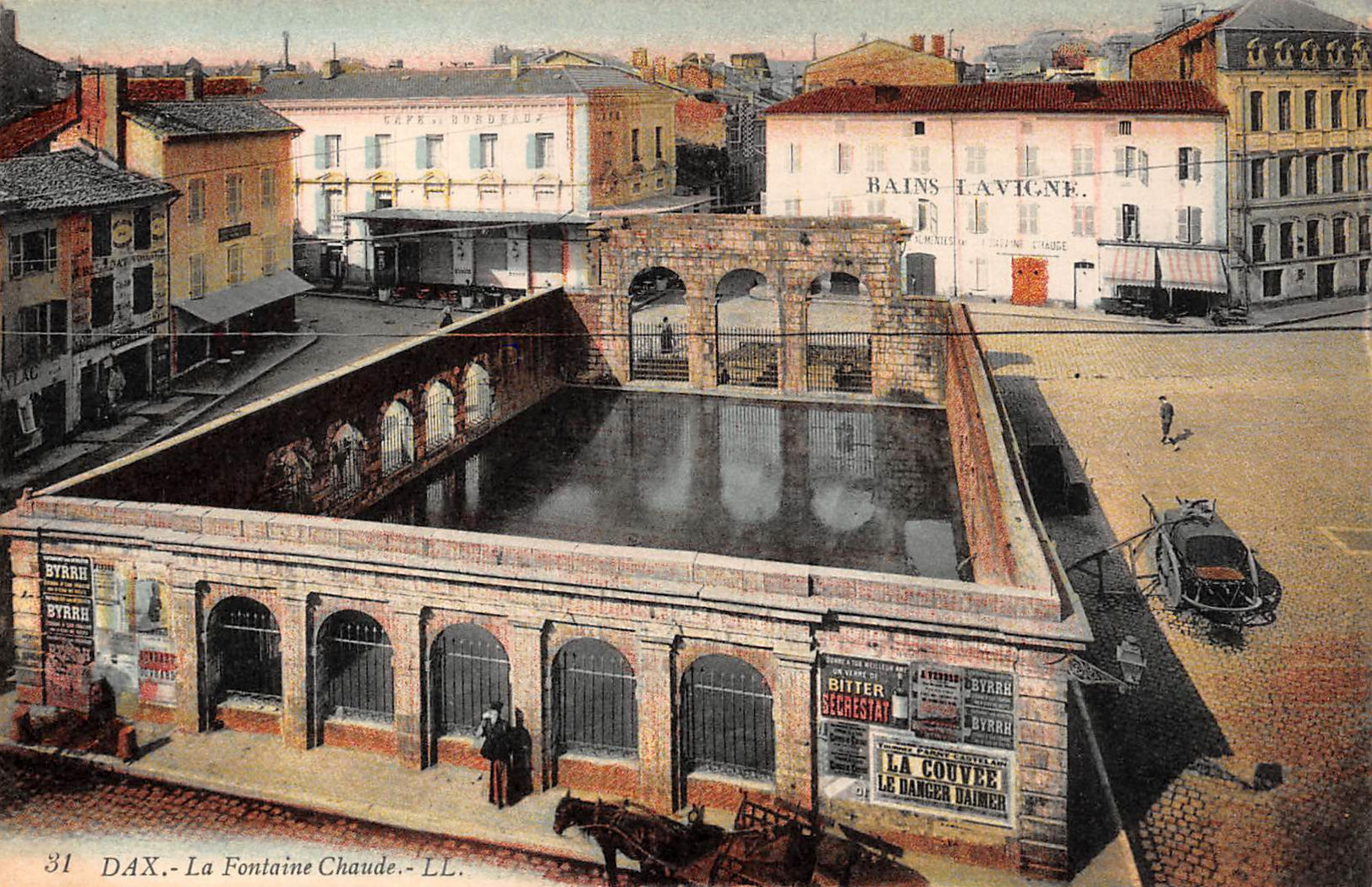
Vue de l'ensemble.
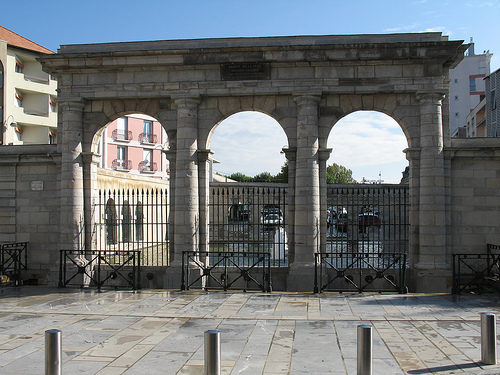
Portique de la Fontaine chaude.
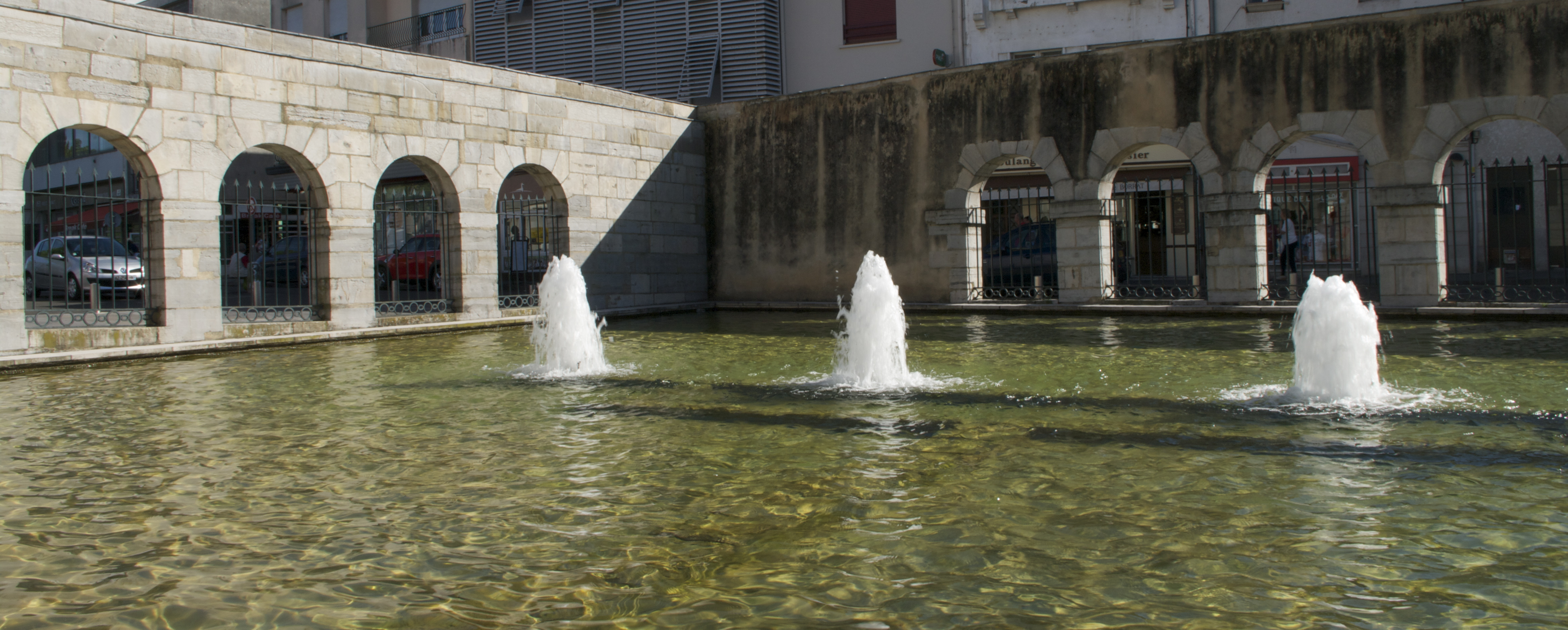
Intérieur de la Fontaine.
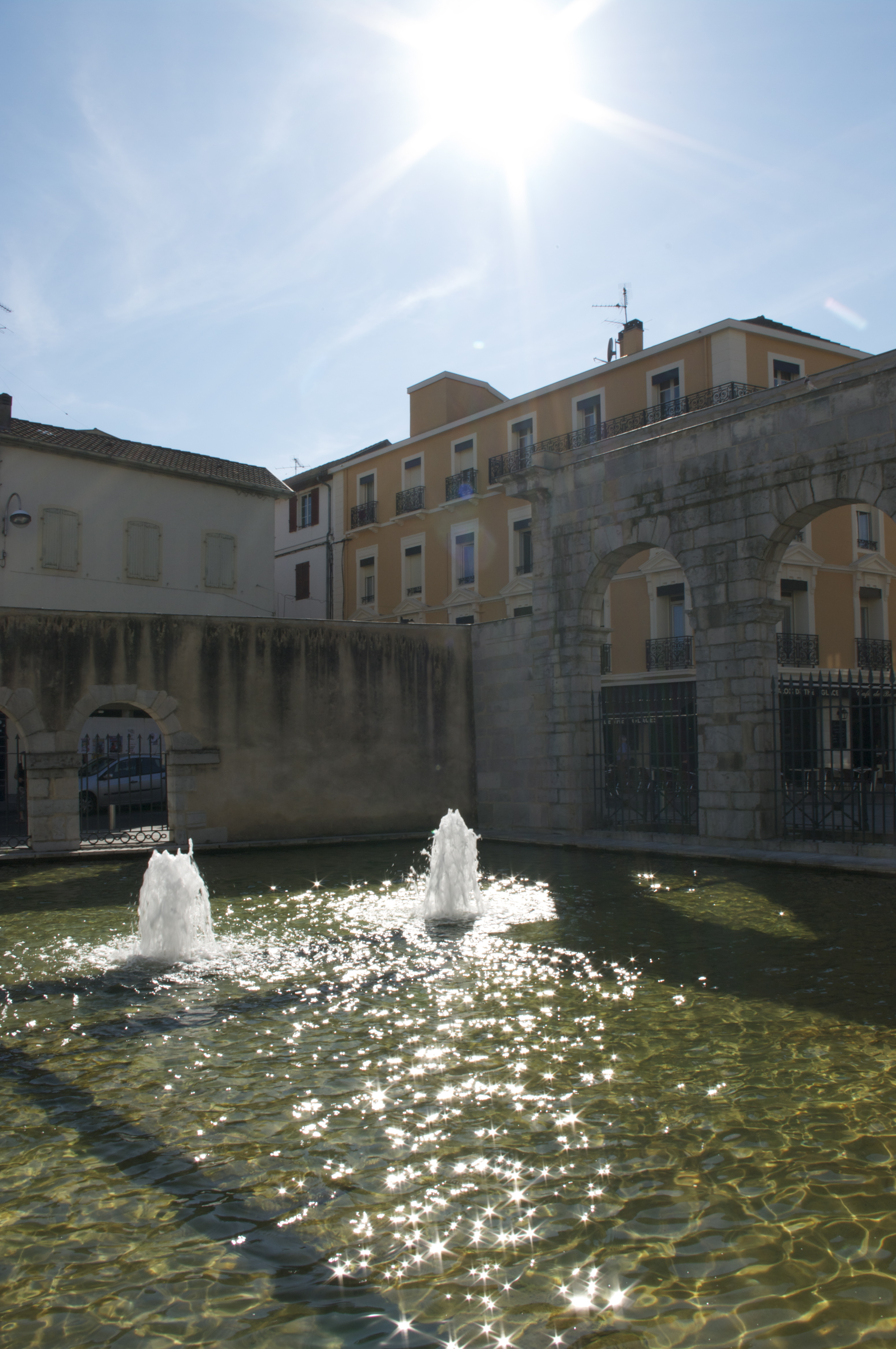
Intérieur de la Fontaine.
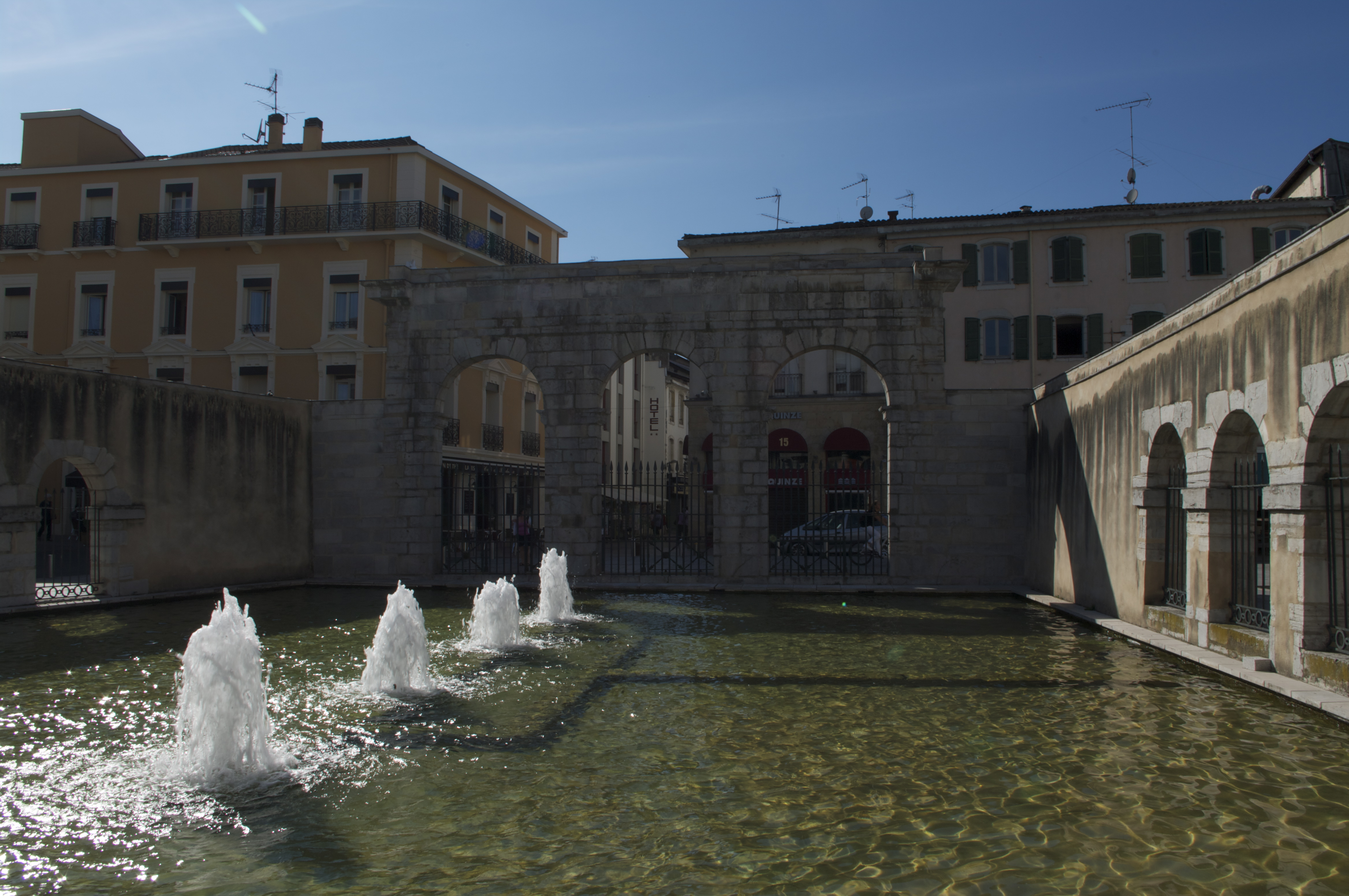
Intérieur de la Fontaine.
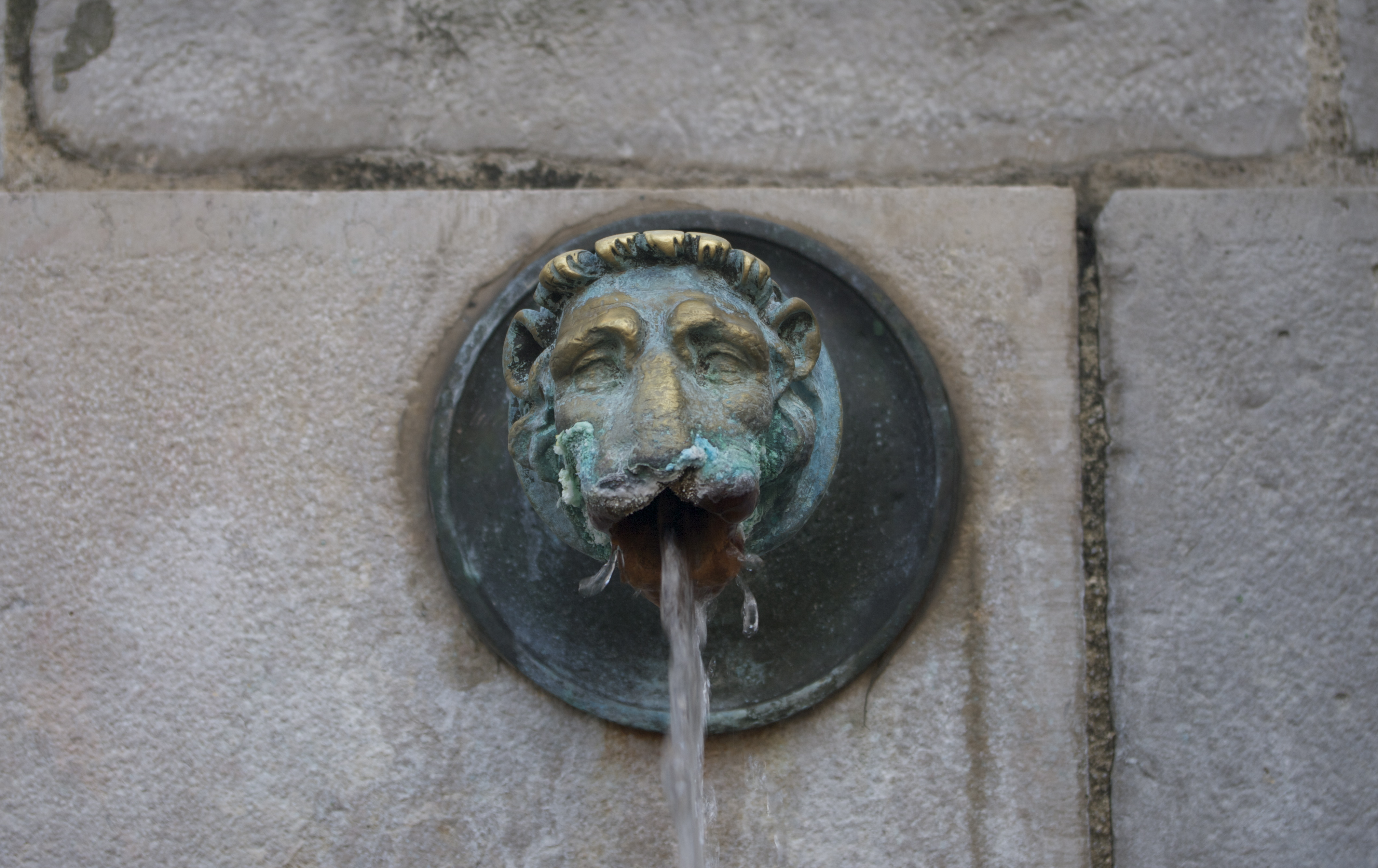
Robinets de la Fontaine.

## Légende
D'apparence ordinaire, cette eau a révélé ses vertus thérapeutiques. En effet, la « légende du légionnaire romain » affirme : « Un légionnaire en garnison à Dax avait un chien perclus de rhumatismes. Partant en campagne et sachant que son pauvre chien ne pourrait pas le suivre, il résolut de le noyer dans le fleuve de l'Adour. Quand le légionnaire revint, il eut la surprise de retrouver son chien revigoré par la boue thermale dans laquelle il avait échoué, au bord du fleuve ». C'est ainsi que le thermalisme serait né à Dax.

## Symbole du thermalisme
Riche en oligo-éléments, l'eau de Dax est reconnue depuis l'Antiquité pour ses facultés bénéfiques pour le corps, source de bienfaits pour la santé.

### L'origine de cette source
Naissant d'une faille datant de l'élévation des Pyrénées, l'eau de Dax provient des eaux de pluie qui s'infiltrent sur la bordure est du Bassin aquitain et qui, en gagnant les profondeurs, s'enrichissent en sels minéraux et se réchauffent au contact de la roche. Elles jaillissent principalement à la source de la Nèhe où sa température (~60 °C), sa minéralisation (1 g/litre) et son débit (2400 m3 d'eau par jour) sont les plus élevés.

### Ses vertus thérapeutiques
Faisant partie du patrimoine historique, cette fontaine aux vertus thérapeutiques en matière de rhumatologie, phlébologie et de gynécologie, a donné naissance à de nombreux établissements thermaux. Lors de périodes ensoleillées, on peut apercevoir l'émergence d'algues qui sont similaires à celles qui participent, avec le limon de l'Adour et l'eau thermale, à l'élaboration d'un médicament naturel appelé le « Péloïde de Dax ».